# Крка (Јадранско море)
Крка је река у Далмацији, Република Хрватска. Њен стари, латински назив је Titius. Укупна дужина реке, са потопљеним делом ушћа, износи 72,5 km, од чега 49 km чини слатководни водоток, а 23,5 km бочатни.

## Одлике
Извире 3,5 km североисточно од Книна, из крашког врела (242 m н. в.) подно 22 метарског Топољског бука, којег ствара Крчић, њена притока. Крка тече Книнским пољем, где прима леву притоку Косовчицу, а затим десне притоке, Орашницу и Бутижницу. На излазу из поља, тече кроз кањон Крке. Кањон је усечен у Кистањској површи (крашка површ) и дубок је 150 m.
На Крки се налази 7 водопада, преко бигрених баријера, насталих излучивањем и таложењем калцијум - карбоната из воде. То су редом: Билушић, Брљан, Манојловац, Рошњак, Миљацка, Рошки слап и Скрадински бук.
Након Рошког слапа, Крка се проширује у Висовачко језеро, а пре Скрадинског бука у њу се с леве стране улива Чикола, њена највећа притока. Због издизања бигрене баријере на Скрадинском буку, узводно је нарастао ниво Крке и Чиколе, тако да су те две реке на свом саставку веома широке.
Низводно од Скрадина протиче кроз Прукљанско језеро, након чега је све шира и полако прелази у Шибенски залив.

## Знаменитости
Њен ток од Книна до Скрадина проглашен је Националним парком површине 111 km². На Крки се налазе Книн и Скрадин. Ту је и манастир Крка, самостан Висовац, антички град Бурнум, као и средњовековна утврђења: Нечвен град, Трошен град, Богичин град итд.

## Галерија
- Река Крка са книнске тврђаве
- Водопад Скрадински бук
- Крка у близини Рошког слапа
- Крка код Скрадина
- Поглед на реку поред моста на ауто-путу код Скрадина
- Ушће реке Крке